# Léa Julian
Pour les articles homonymes, voir Julian.
Léa Julian, née Léa Élise Julian le 2 mars 1998 à Toulouse, est un mannequin français.

## Jeunesse
C’est à 15 ans qu’elle est repérée par l’agence Elite lors d’un casting organisé à Labège dans le cadre du concours Elite Model Look en 2013 que gagnera son amie Estelle Chen en France. Elle finit parmi les 12 finalistes du concours national et signe un contrat le lendemain. Elle obtient son Bac ES au lycée Joseph Saverne de l’Isle-Jourdain, dans le Gers en 2016.
Après quelques projets dans le milieu, elle fait son premier grand défilé à l’âge de 16 ans pour la collection haute couture de Valentino en automne 2015 à Rome et réalise son premier shooting important la même année pour le magazine ELLE Vietnam, photographiée par Benjamin Kanarel dans sa série « Rebel Couture ».

## Carrière
Elle pose les années qui suivent pour Intermission Magazine, Vogue Italie, Vogue Japon, la collection printemps-été 2018 de Off-White ou encore Document Journal photographiée par Terry Richardson et fait également la couverture de SLIMI Magazine. Ses premiers shows pour Ulyana Sergeenko, JW Anderson ou Chanel lui ont permis de construire une base solide pour devenir l'une des mannequins les plus incontournables des podiums les années suivantes. 
Entre juin 2016 et mai 2017, elle participe à 67 défilés et fait donc partie cette année-là des mannequins qui défilent le plus en période de fashion week. Elle est la troisième mannequin à avoir le plus défilé lors de la semaine de la mode printemps-été 2018 selon Vogue.fr et le New York Times la classe parmi les neuf tops à suivre en 2017/2018. Elle ouvre le show de Carolina Herrera en février 2017 et clôt la collection printemps-été 2018 de Christian Wijnants (nl). Léa a participé aux quatre fashion weeks majeures à Paris, Milan, New York et Londres où en septembre 2017 elle marche pour Mary Katrantzou et sa collection printemps-été 2018. Elle a défile entre autres pour Victoria Beckham, Alexander Wang, Prada, Chloé, Dior, Givenchy, Fendi ou encore Versace. D’ailleurs, le site Models.com la classe parmi les 16 tops ayant eu le plus de succès au cours de la fashion week automne/hiver 2017. En 2017 elle défile pour près de 70 marques et fait plus de 120 catwalks devenant ainsi la mannequin à avoir fait le plus de podiums cette année-là, fashion week et haute couture additionnées. PopSugar l'a mentionnée à la 5ème position des 18 mannequins à connaître en 2018.
Lors de la rentrée 2018, elle fait les campagnes publicitaires de Coach pour la collection printemps, collabore avec Marc Jacobs mais aussi Zara.